# 손건 (노왕)
노왕 손건(魯王 孫虔, ? ~ ?)은 동오의 제후왕으로, 말제의 아들이자 황태자 손근의 동생이다.

## 행적
건형 원년(269년), 회양왕에 봉해졌고, 4년 후 노왕으로 전봉되었다.
천기 4년(280년), 서진의 침공으로 동오가 멸망하였다. 손건은 말제·손근과 함께 항복의 예를 표하였다.

## 가계
- 손강 · 손정의 계보는 각 항목을 참조할 것.

## 출전
- 진수, 《삼국지》 권48 오서 삼사주전
- 방현령 외, 《진서》 권42

| 전임 (첫 봉건) | 동오의 회양왕 269년 정월 ~ 273년 9월 | 후임 (봉국 폐지) |

| 전임 (23년 전) 종조부 손패 | 동오의 노왕 273년 9월 ~ 280년 | 후임 (동오 멸망) |